# Río Challajahuira
Río Challajahuira är ett vattendrag i Bolivia.   Det ligger i departementet La Paz, i den centrala delen av landet, 400 km nordväst om huvudstaden Sucre.
Omgivningen kring Río Challajahuira är i huvudsak ett öppet busklandskap. Området är ganska glesbefolkat, med 22 invånare per kvadratkilometer.